# 지난 군구

지난 군구 관할 구역

지난군구(濟南軍區)는 중국 인민해방군을 관리하는 7대 군구 가운데 하나로 산둥성 칭다오시를 중심으로 육군, 해군, 공군을 통합 관리하는 부대이다.
2016년 7개 군구들이 5대 전구 체제로 개편되면서 북부전구와 중부전구로 분할ㆍ편입되었다.

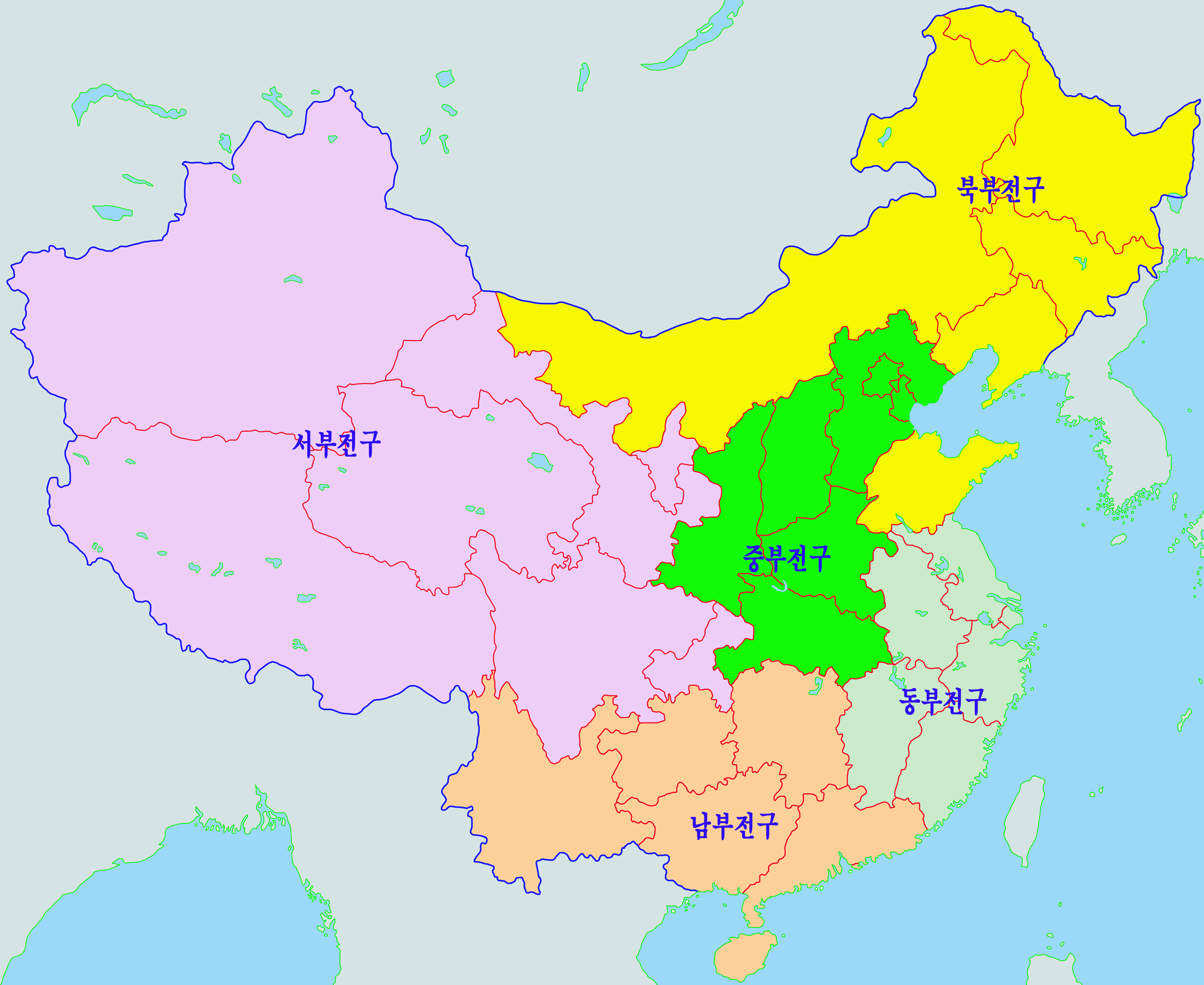
2016년 개편된 중국 인민해방군 5대 전구

## 관할구역
산둥성(山東省),허난성(河南省)이 여기에 속한다.
- 군구사령부=산둥성 지난시(山東省 齊南市)
- 군구사령관=赵宗岐   정치위원=杜恒岩

## 편성
- 군구사령부(軍區司令部)
  - 제20집단군(第20集團軍) 71320부대 사령부=河南省開封 (해체)
    - 제58기계화보병여단(第58機械化歩兵旅團)
    - 제60보병여단(第60歩兵旅團)
    - 제11장갑여단(第11装甲旅團)
    - 포병여단(砲兵旅團)
    - 방공포여단(防空砲旅團)

  - 제80집단군(第80集團軍) 71146부대  사령부=山東省濰坊 (구 제26집단군)
    - 제77보병여단(第77歩兵旅團)
    - 제138보병여단(第138歩兵師團)
    - 제199보병여단(第199歩兵師團)
    - 제8장갑사단(第8装甲師團)

  - 제83집단군(第83集團軍) 71521부대 사령부=河南省新郷 (구 제54집단군)
    - 제127기계화보병사단(第127機械化歩兵師團)
    - 제162보병여단(第162歩兵旅團)
    - 제160보병여단(第160歩兵旅團)
    - 제11장갑사단(第11装甲師團)
    - 포병여단(砲兵旅團)
    - 방공포여단(防空砲旅團)

  - 무장경찰(武装警察)
    - 무장경찰128사단(武装警察第128師團)

  - 산둥성 성급군구(山東省 省級軍區)
  - 허난성 성급군구(河南省 省級軍區)
  - 지난군구 공군(済南軍區空軍)
    - 제5항공사단(第5航空師團) 전투폭격기
    - 제12항공사단(第12航空師團) 전투기
    - 제19항공사단(第19航空師團) 전투기
    - 제31항공사단(第31航空師團) 전투기

  - 해군 북해함대(海軍 北海艦隊)

## 같이 보기
- 북부전구
- 중부전구
- 선양군구
- 베이징군구
- 난징 군구